# Jacques de Mahieu
Pour les articles homonymes, voir Mahieu.
Ne doit pas être confondu avec Jacques Girault ou Jacques Mahieux.
 (juin 2024).
Jacques Girault, mieux connu sous son pseudonyme de Jacques de Mahieu, né le 31 octobre 1915 à Marseille (Bouches-du-Rhône) et mort le 4 octobre 1990  à Buenos Aires (Argentine), est un professeur argentin d'origine française, docteur en science politique et en sciences économiques[réf. nécessaire].
En 1972, il fonde l'Institut des Sciences de l’Homme de Buenos Aires[réf. nécessaire] et progressivement ses activités s’orientent vers la sociologie, l'anthropologie et l’ethnologie où il développe des théories racialistes.
Ses recherches sur les civilisations amérindiennes et ses découvertes sont diffusées dans le monde entier et accueillies favorablement en France par la Nouvelle Droite durant les années 1970[réf. nécessaire]. Il est l'auteur de plusieurs livres accréditant notamment l’hypothèse selon laquelle les Vikings mais surtout les Templiers connaissaient les Amériques bien avant Christophe Colomb et a participé également à la revue de réalisme fantastique Kadath.

## Biographie
Jacques Auguste Léon Marie Girault, l'ainé de cinq garçons naît le 31 octobre 1915 à Marseille dans une famille plutôt aisée. Professeur de philosophie après des études de lettres à l'université d'Aix-en-Provence, il devient membre de l'Action française et soutient Philippe Pétain et le régime de Vichy.
Tout en préparant un doctorat en sociologie, il milite encore et toujours à l’Action française ; il est un fervent adepte de Charles Maurras et également un ardent pétainiste. En avril 1939, il préside l'A.G.C (Association Georges Cadoudal) à Marseille. De janvier 1941 à janvier 1942, il écrit des articles dans l'Action française et dans L'Etudiant français dont il est gérant. Il publie en particulier un article faisant l’éloge de la violence, pour que « la jeunesse puisse agir sur les évènements qui se préparent », en citant Thierry Maulnier. Il s'engage ensuite dans la 33e division SS de grenadiers volontaires Charlemagne pendant la Seconde Guerre mondiale.
A la Libération, se sentant menacé à l'arrestation de son mentor à Lyon en septembre 1944, Jacques Girault prépare un exil en Argentine. Passant en 1944 par la Suisse puis la Belgique, il embarque en Suède en 1946 sur le Gripsholm direction New-York.
Accueilli en Argentine sous sa nouvelle identité, Jacques de Mahieu devient proche de Perón et sera un des idéologues du mouvement péroniste. Il enseignera la philosophie dans les universités de Mendoza, San Luis, Buenos Aires, Rio de Janeiro, Salvador.
En 1969 à Barcelone, lors de la Xe assemblée du Nouvel ordre européen et sur proposition du mouvement celtique, il fonde avec Gaston-Armand Amaudruz et Jacques Baugé-Prévost l'« Institut supérieur des sciences psychosomatiques, biologiques et raciales du Québec » dont il s'auto-proclame docteur honoris causa.
La chute du régime l'oblige à vivre quelque temps au Brésil, puis il revient avec le renouveau de Perón et est naturalisé argentin en 1973. Il est plus connu en Argentine sous le nom de Jaime María de Mahieu.
Il a appartenu au comité de patronage de Nouvelle École.
Il meurt à Buenos Aires le 4 octobre 1990.
Son fils Xavier-Marie se consacre aux travaux de son père jusqu'à sa propre mort en 2018.

## Livres

### en français
- Précis de biopolitique, Éditions celtiques, 1969
- Le Grand voyage du dieu-soleil, Édition spéciale, 1971
- L'Agonie du Dieu Soleil. Les Vikings en Amérique du Sud, Robert Laffont, 1974
- Drakkars sur l'Amazone, Copernic, 1977
- L'Imposture de Christophe Colomb. La Géographie Secrète de l'Amérique, Copernic, 1979
- La Fabuleuse Épopée des Troyens en Amérique du Sud, Pardès, 1998
- Les Templiers en Amérique, J'ai lu, 1999
- Maurras et Sorel, Cariou Publishing, 2024

### en espagnol
- Europa y el nacionalsocialismo: desde el tratado de Versalles, vidéo
- La inteligencia organizadora, Editorial San Luis, 1950
- Filosofía de la estética, Universidad Nacional de Cuyo, 1950
- Evolución y porvenir del sindicalismo, Arayú, 1954
- La economía comunitaria, Universidad Argentina de Ciencias Sociales, 1964
- Diccionario de ciencia política, Books International, 1966
- Proletariado y cultura, Marú, 1967
- Fundamentos de biopolítica, Centro Editor Argentino, 1968
- Maurras y Sorel, Centro Editor Argentino, 1969
- Tratado de sociología general, Centro Editor Argentino, 1969
- El estado comunitario, La Bastilla (2e édition), 1973
- El gran viaje del Dios-sol, Hachette, 1976
- La agonía del dios Sol, Hachette, 1977
- La geografía secreta de América, Hachette, 1978
- El rey vikingo del Paraguay, Hachette, 1979
- La naturaleza del cosmos, Retorno, 2008

### en allemand
- Des Sonnengottes große Reise – Die Wikinger in Mexiko und Peru, Grabert Verlag, 1972
- Des Sonnengottes Todeskampf – Die Wikinger in Paraguay, Grabert Verlag, 1973
- Des Sonnengottes heilige Steine – Die Wikinger in Brasilien, Grabert Verlag, 1975
- Wer entdeckte Amerika? – Geheimgeographie vor Kolumbus, Grabert Verlag, 1977
- Der weiße König von Ipir, Grabert Verlag, 1978
- Die Templer in Amerika oder das Silber der Kathedralen, Grabert Verlag, 1979
- Das Wikingerreich von Tiahuanacu – Geschichte eines nordischen Imperiums in Südamerika, Grabert Verlag, 1981
- Die Erben Trojas, Grabert Verlag, 1982
- Die Flucht der Trojaner: Wie ihre Hochkultur über Nordafrika und die Kanarischen Inseln nach Amerika gelangte, Grabert Verlag, 1985
- Volk – Nation – Rasse. Grundlagen der Biopolitik, DS-Verlag, 2003

### en anglais
- Foundations of Biopolitics: Race. Ethno-genopolitics. Population Volume. Migrations, Cariou Publishing, 2023